# Marcelo Álvarez
Pour les articles homonymes, voir Álvarez.
Marcelo Raúl Álvarez (né le 27 février 1962 à Córdoba en Argentine) est un ténor lyrique argentin qui mène une carrière de haut niveau international depuis les années 1990.

## Biographie
Né le 27 Février 1962, à Cordoba, en Argentine 

## Filmographie
- 1998 : Tango : Dancer
- 2001 : Manon : le chevalier des Grieux  d'après l'Histoire du chevalier Des Grieux et de Manon Lescaut de l'abbé Prévost
- 2001 : Rigoletto
- 2002 : Lucrezia Borgia
- 2003 : Great Performances
- 2003 : La Bohème
- 2003 : Lucia di Lammermoor
- 2004 : Faust
- 2004 : Rigoletto
- 2005 : Jules Massenet : Werther
- 2006 : Tosca
- 2007 : Verdi : Luisa Miller
- 2008 : Un ballo in maschera
- 2009 : The Metropolitan Opera HD Live
- 2012 : Giuseppe Verdi : Il Trovatore, Dramma Giocoso in Four Acts
- 2015 : Live at the Met: From Stage to Screen